# أزانكا (سفيردلوفسك)
أزانكا (بالروسية: Азанка) هي مدينة في مقاطعة سفيردلوفسك أوبلاست في روسيا.